# San Lorenzo Dorsino
San Lorenzo Dorsino est une commune italienne d'environ 1 600 habitants située dans la province autonome de Trente dans la région du Trentin-Haut-Adige dans le nord-est de l'Italie qui comprend Dorsino, San Lorenzo in Banale. La commune a été établie le 1er janvier 2015 avec la fusion de San Lorenzo in Banale (aujourd'hui siège municipal) et Dorsino.
Les communes limitrophes sont  Andalo, Comano Terme, Madruzzo, Molveno, Stenico, Tre Ville et Vallelaghi.